# Fablok Chrzanów
MKS Fablok Chrzanów – polski klub piłkarski z siedzibą w Chrzanowie założony w 1926 roku.
W sezonie 2024/2025 drużyna występuje w rozgrywkach klasy okręgowej, gr. Wadowice.

## Sukcesy
- 14. miejsce w III lidze – 1971/72
- 1. miejsce w Klasie A (II poziom) i 2. miejsce w grupie II eliminacji o ekstraklasę – 1938/39
- I runda Pucharu Polski – 1961/62

## Inne
Zawodnikami Fabloku Chrzanów byli m.in.: Nigeryjczyk Adeniyi Agbejule, Piotr Mrozek i Piotr Stach.
W roku 1939 Fablok grał w eliminacjach do ligi państwowej razem z Śląskiem Świętochłowice i z Unią Sosnowiec, gdzie w II grupie zajął 2. miejsce i odpadł z eliminacji. Po wojnie Fablok występował dwa razy w trzeciej lidze: raz w roku 1971, a drugi w 1997.